# Балторо-Музтаг
Балторо-Музтаг (уйг. Бартоло-Музтаг ‎ [ледяные горы: муз - лёд, ледяная, таг - гора, горы]; кит. трад. 巴爾托洛慕士塔格山, кит. упр. 巴尔托洛慕士塔格山, пиньинь Bā'ěrtuōluò Mùshìtǎgé Shān; урду  بلتورو موز تاغ) — горный хребет, являющийся частью горной системы Каракорум. В хребте находятся гора Чогори — вторая по высоте вершина в мире, а также ещё три других восьмитысячника.
Хребет возвышается к северу от ледника Балторо на территории Балтистана (Пакистан) и Синьцзян-Уйгурского автономного района (Китай). По его гребню проходит участок пакистано-китайской границы (южная, граничащая с Пакистаном, часть Синцзян-Уйгурского автономного района является предметом территориальных разногласий между Индией и Китаем).

## Высочайшие вершины Балторо-Музтаг
В таблице ниже приведён перечень вершин Балторо-Музтаг, абсолютная высота которых превышает 7200 метров, а относительная высота — 500 метров (критерий относительной высоты в 500 метров является общепризнанным для определения независимости горной вершины. В данной таблице лишь гора Гашербрум III не удовлетворяет указанным требованиям, однако многие географы считают её независимой).
| Вершина       | Высота (м) | Координаты                      | Относительная высота (м) | Ближайшая более высокая гора | Первое восхождение | Число восхождений (число попыток) |
| ------------- | ---------- | ------------------------------- | ------------------------ | ---------------------------- | ------------------ | --------------------------------- |
| Чогори        | 8,611      | 35°52′57″ с. ш. 76°30′48″ в. д. | 4,017                    | Эверест                      | 1954               | 45 (44)                           |
| Гашербрум I   | 8,080      | 35°43′27″ с. ш. 76°41′44″ в. д. | 2,155                    | Чогори                       | 1958               | 31 (16)                           |
| Броуд-Пик     | 8,051      | 35°48′38″ с. ш. 76°34′05″ в. д. | 1,701                    | Гашербрум I                  | 1957               | 39 (19)                           |
| Гашербрум II  | 8,034      | 35°45′27″ с. ш. 76°39′11″ в. д. | 1,523                    | Гашербрум I                  | 1956               | 54 (12)                           |
| Гашербрум III | 7,946      | 35°45′34″ с. ш. 76°38′31″ в. д. | 355                      | Гашербрум II                 | 1975               | 2 (2)                             |
| Гашербрум IV  | 7,932      | 35°45′33″ с. ш. 76°36′57″ в. д. | 725                      | Гашербрум III                | 1958               | 4 (11)                            |
| Скьянг-Кангри | 7,545      | 35°55′35″ с. ш. 76°34′03″ в. д. | 1,060                    | Чогори                       | 1976               | 1 (2)                             |
| Скил-Брум     | 7,410      | 35°51′03″ с. ш. 76°25′45″ в. д. | 1,152                    | Чогори                       | 1957               | 2 (1)                             |
| Чонгтар       | 7,315      | 35°54′46″ с. ш. 76°25′47″ в. д. | 1,300                    | Скил-Брум                    | 1994               | 1 (1)                             |
| Башня Музтаг  | 7,276      | 35°49′38″ с. ш. 76°21′39″ в. д. | 1,710                    | Скил-Брум                    | 1956               | 4 (2)                             |

Также вблизи ледника Балторо существуют другие горные вершины, которые широко известны в среде альпинистов, как требующие хорошей подготовки для восхождения. Среди них:
- Большая Башня Транго — 6286 метров
- Безымянная Башня Транго — 6239 метров
- Ули-Бьяхо — 6109 метров.